# خمره خشایارشا
خُمره خشایارشا یک خمرهٔ بزرگ از جنس کلسیت و مرمر گچی با امضای چهارزبانهٔ شاهنشاه هخامنشی، خشایارشای بزرگ (حکومت ۴۸۶–۴۶۵ قبل از میلاد)، است که در ویرانه‌های آرامگاه هالیکارناس، در کاریا (ترکیه امروزی) کشف شد. این خمره مرمرین در پایین راه‌پله غربی این آرامگاه کشف شد و اکنون در موزه بریتانیا (اتاق ۱۵) نگهدای می‌شود.

## گزارش
این خمره حاوی سنگ‌نوشته کوتاهی به فارسی باستان، مصری، بابلی و ایلامی است که متنی یک‌سان دارند:

𐎧𐏁𐎹𐎠𐎼𐏁𐎠 𐏐 𐏋 𐏐 𐎺𐏀𐎼𐎣

( Xšayāršā: XŠ: vazraka)

«خشایارشا: شاه بزرگ.»
— سنگ‌نبشته پارسی باستان بر روی خمرهٔ خشایارشا، آرامگاه هالیکارناس.‎
عملکرد این کوزه بزرگ به خوبی مشخص نیست. ممکن است حاوی مقداری از آب رود نیل بوده باشد که به عنوان نماد تسلیم مصر به ایران دریافت شده بود. چند نمونه دیگر از خمره‌های تقریباً مشابه در سراسر شاهنشاهی هخامنشی، از جمله خمره‌های داریوش بزرگ، شناخته شده‌ است. خمره خشایارشا ممکن است بخشی از مجموعه شهربان (ساتراپ) کاریا بوده باشد و گواه تماس نزدیک حاکمان کاریایی و شاهنشاهی هخامنشی است.
این خمره‌ها که منشأ مصری دارند برای هخامنشیان بسیار ارزشمند بوده و به همین دلیل ممکن است خشایارشا آن را به فرمانروایان کاریایی تقدیم کرده و سپس به‌عنوان یک شی گرانبها از آن نگهداری کرده‌ است. به ویژه، این ظرف گرانبها ممکن است توسط خشایارشا به آرتمیس یکم از دودمان کاریایی، که با شایستگی به عنوان تنها دریاسالار زن سپاه ایران در جریان دومین تهاجم ایرانیان به یونان، و به ویژه در نبرد سالامیس، عمل کرده بود، اهدا شده باشد.
خمره خشایارشاه در موزه بریتانیا قرار دارد. ارتفاع آن ۲۸٫۸ سانتی‌متر و قطر آن در لبه ۱۲٫۸ سانتی‌متر است. این شی در سال ۱۸۵۷ توسط چارلز توماس نیوتن کاوش شد.

## نگارخانه

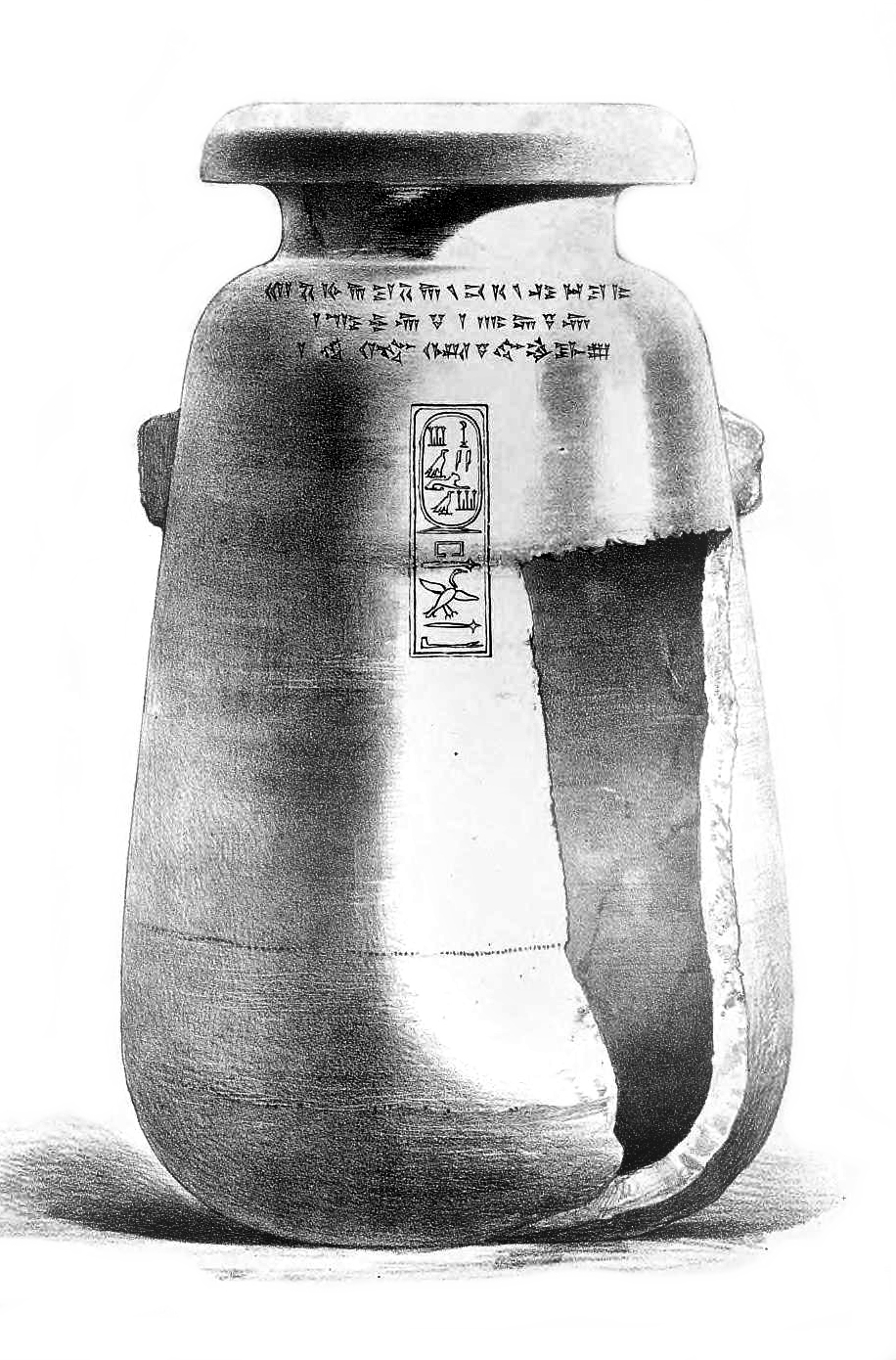
خمره خشایارشا، در زمان کشف.
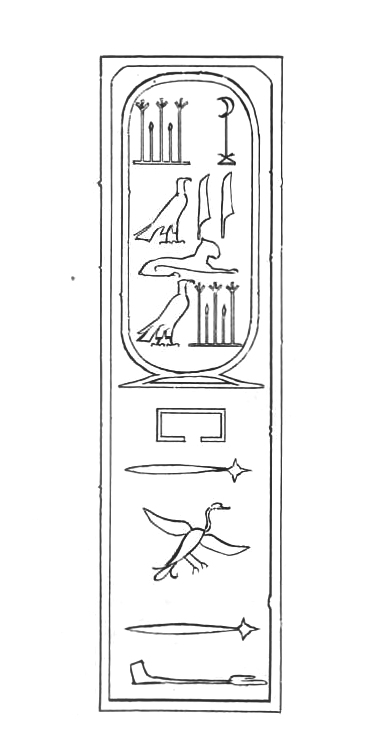
کتیبه هیروگلیف روی خمره: «شاه بزرگ خشایارشا».
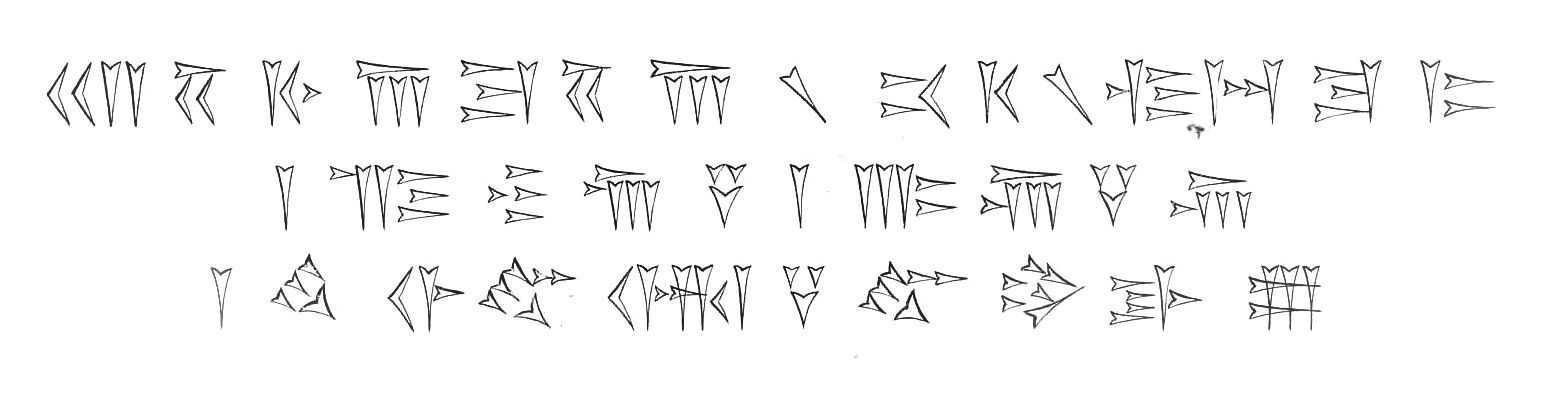
سنگ‌نوشته‌هایی به خط میخی روی خمره («خشایارشا، شاه بزرگ» به سه زبان، اولی: فارسی باستان ).
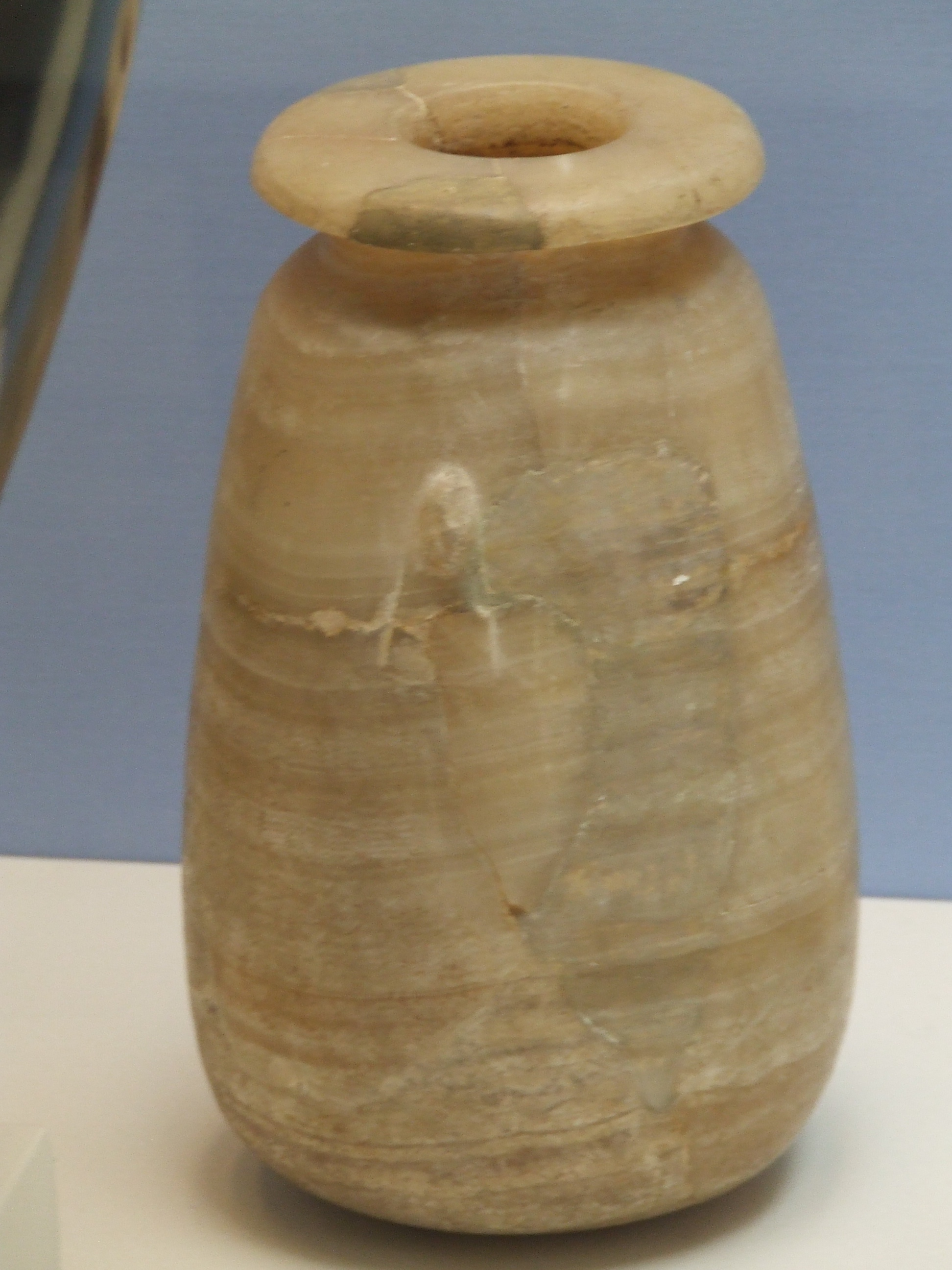

## خمره‌های مشابه
از زمان داریوش بزرگ تا خشایارشا و برخی از فرمانروایان بعدی هخامنشی، به‌ویژه اردشیر یکم، چند کوزهٔ سنگی مشابه وجود دارد.

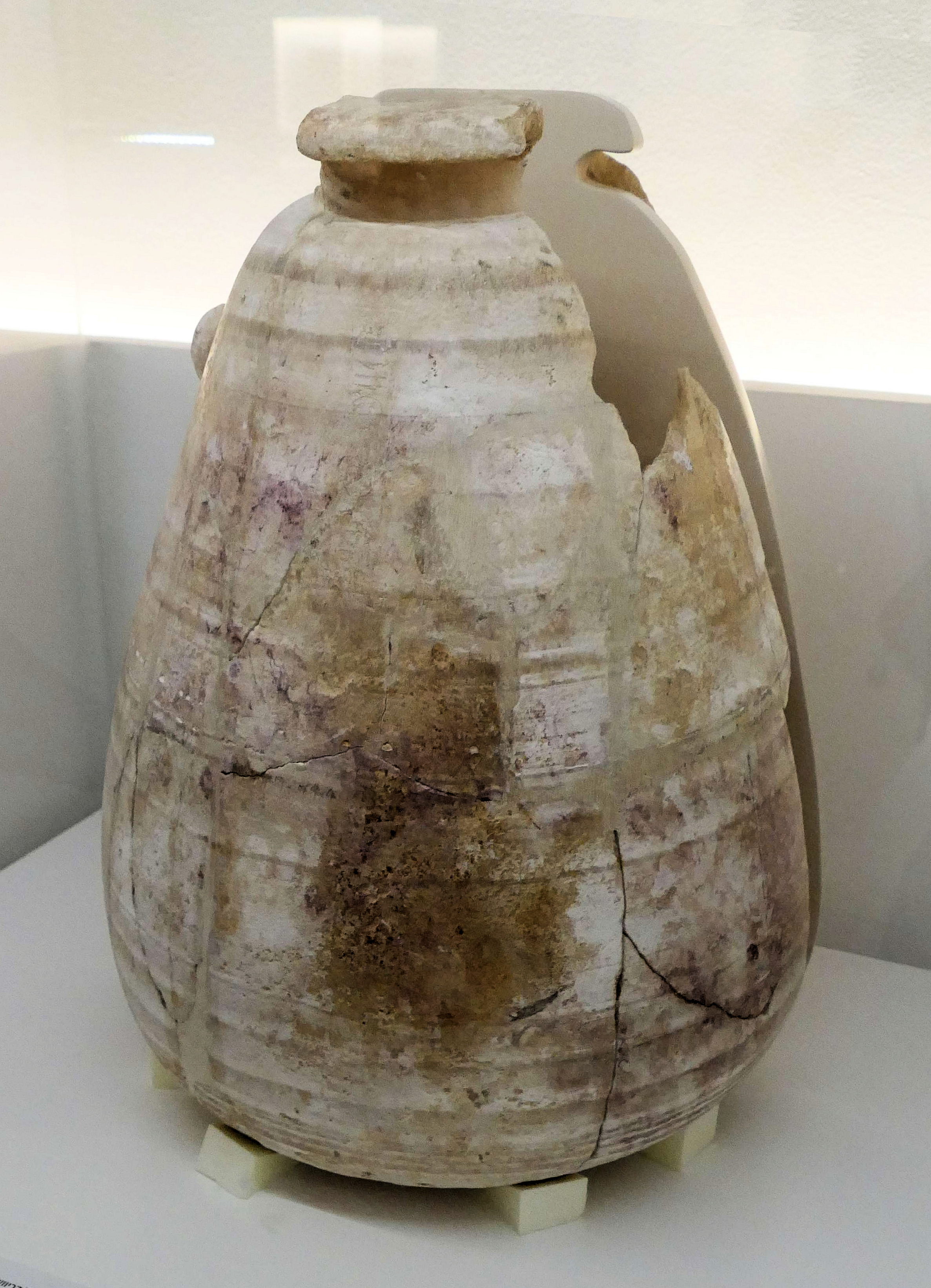
گلدان سنگی مصری داریوش بزرگ با کتیبه‌های چهارزبانه هیروگلیف و میخی
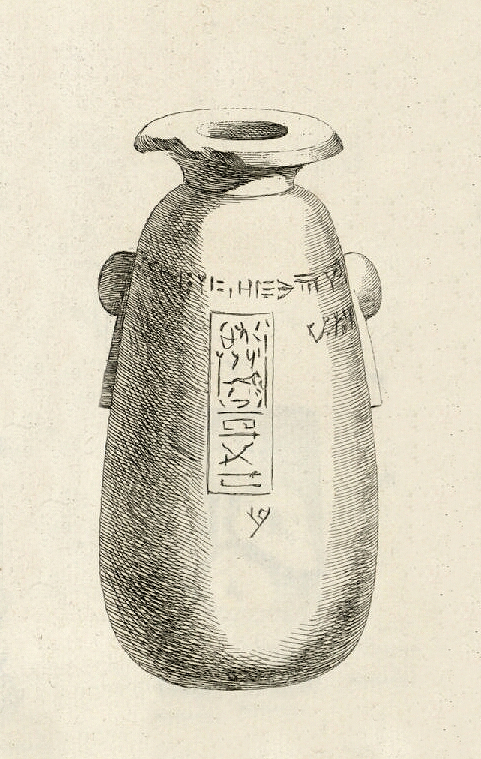
گلدان کایلوس که در حدود سال ۱۷۶۰ به دست آمد، کلید رمزگشایی خط میخی بود.
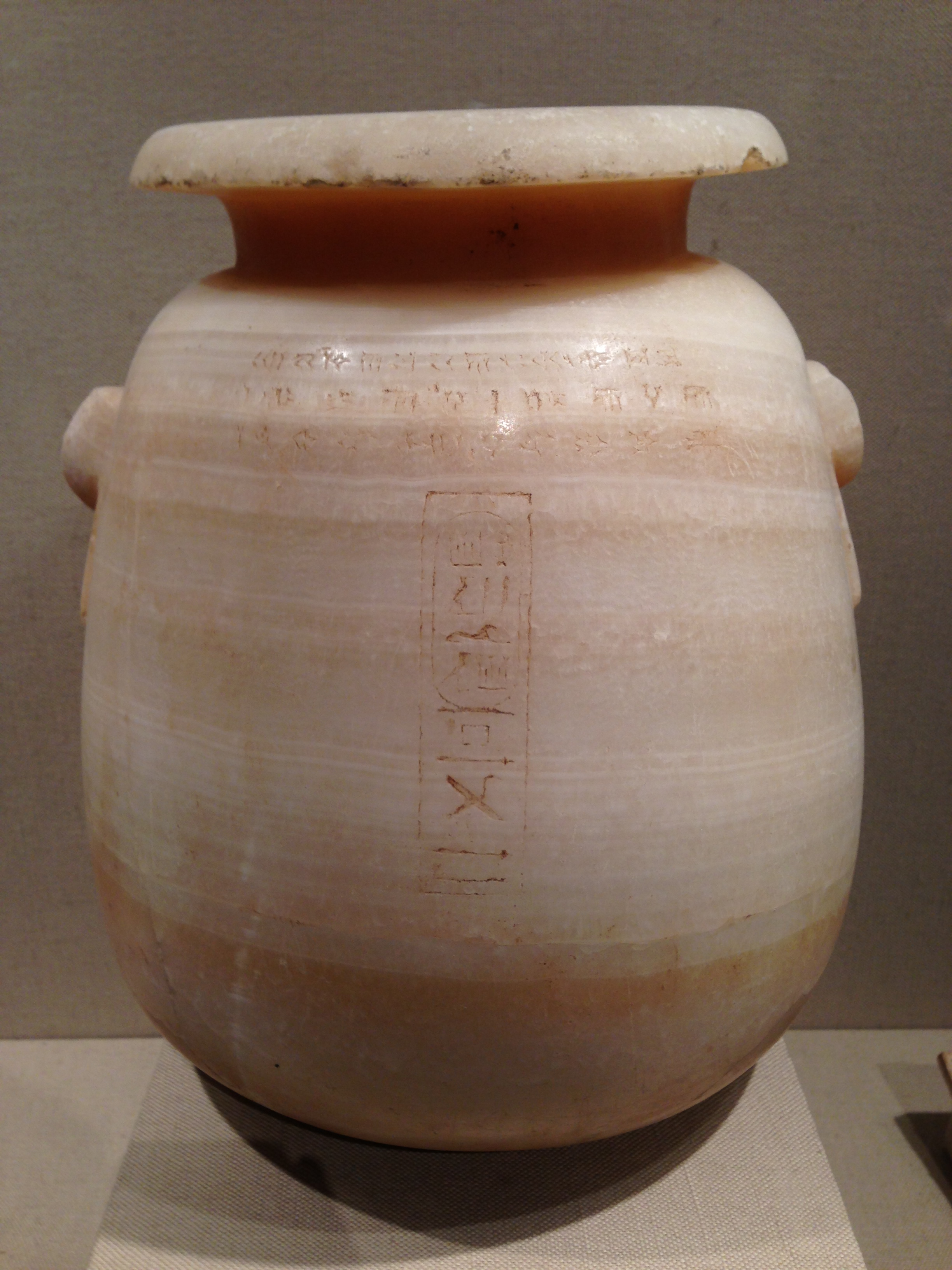
کوزه دیگری از خشایارشا اول، در موزه هنر متروپولیتن .
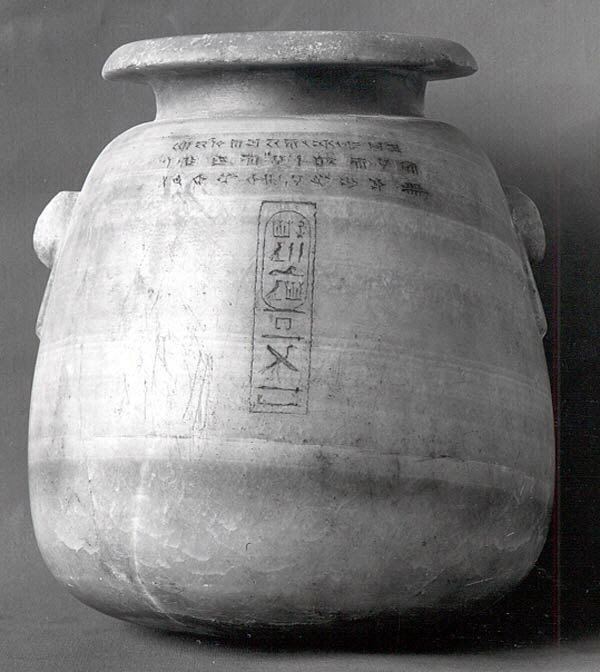
همان کوزه در عکاسی سیاه و سفید.
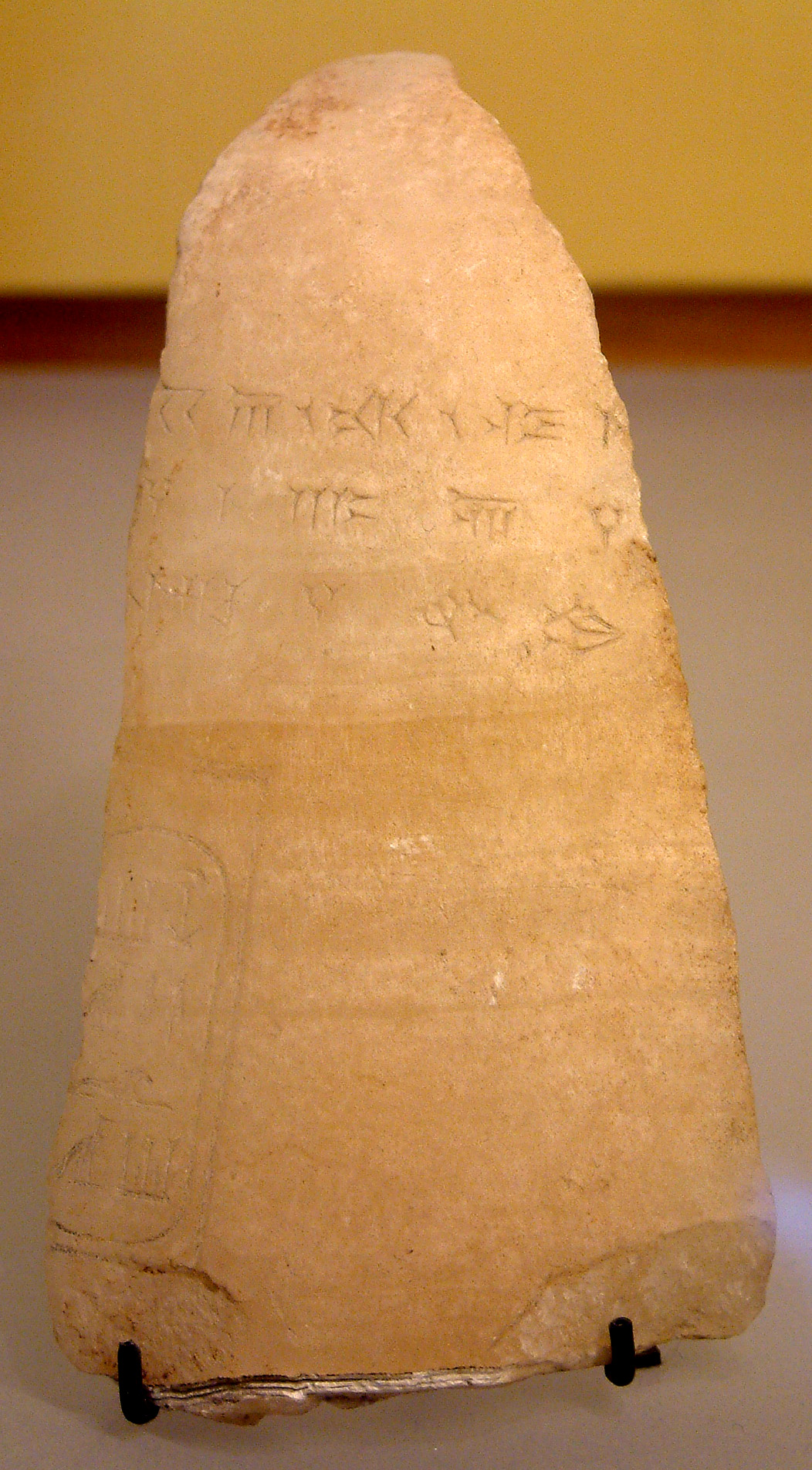
قطعه‌ای از کوزه خشایارشا اول موزه لوور
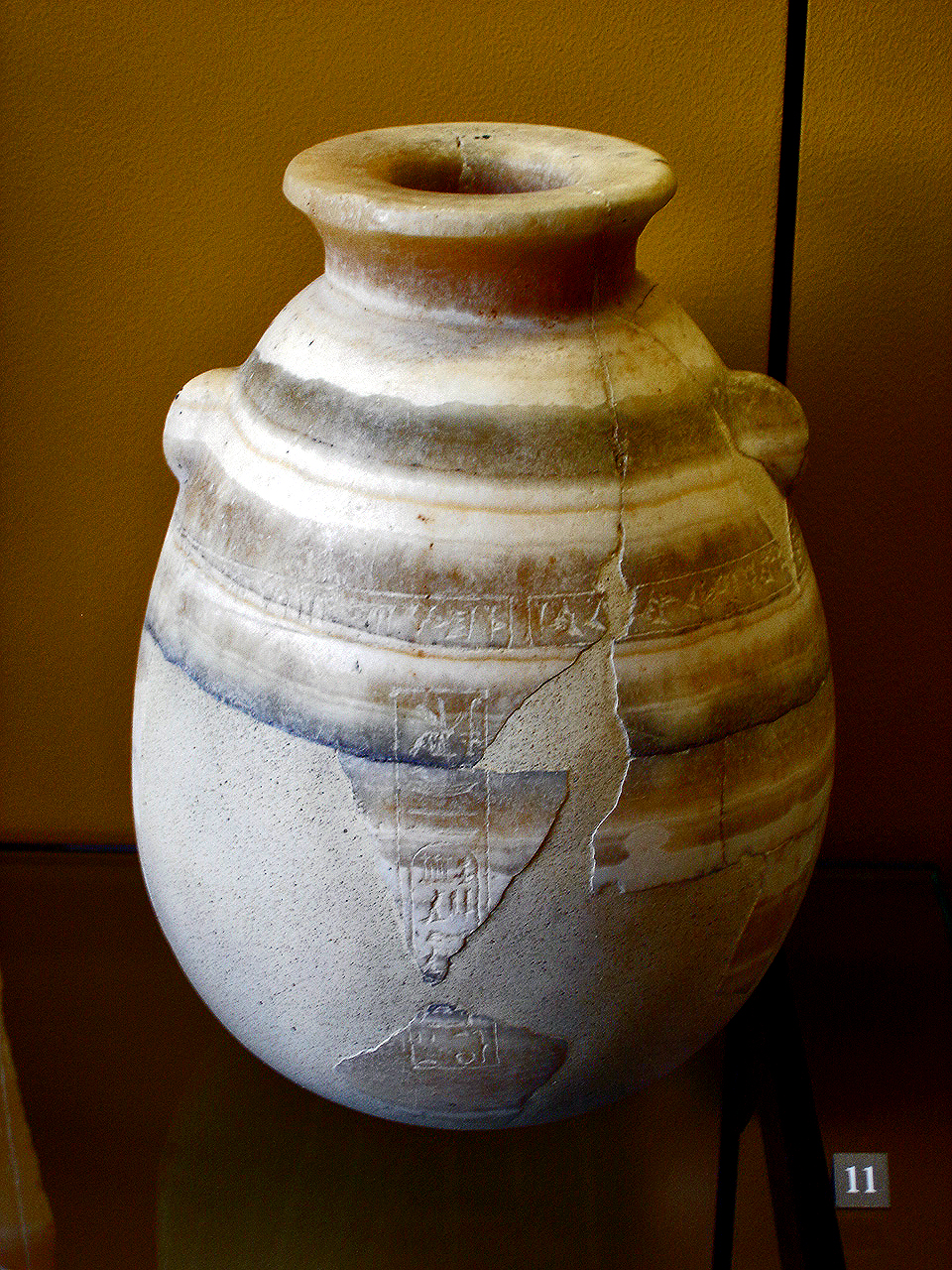
کوزه خشایارشا، سال ۲. موزه لوور
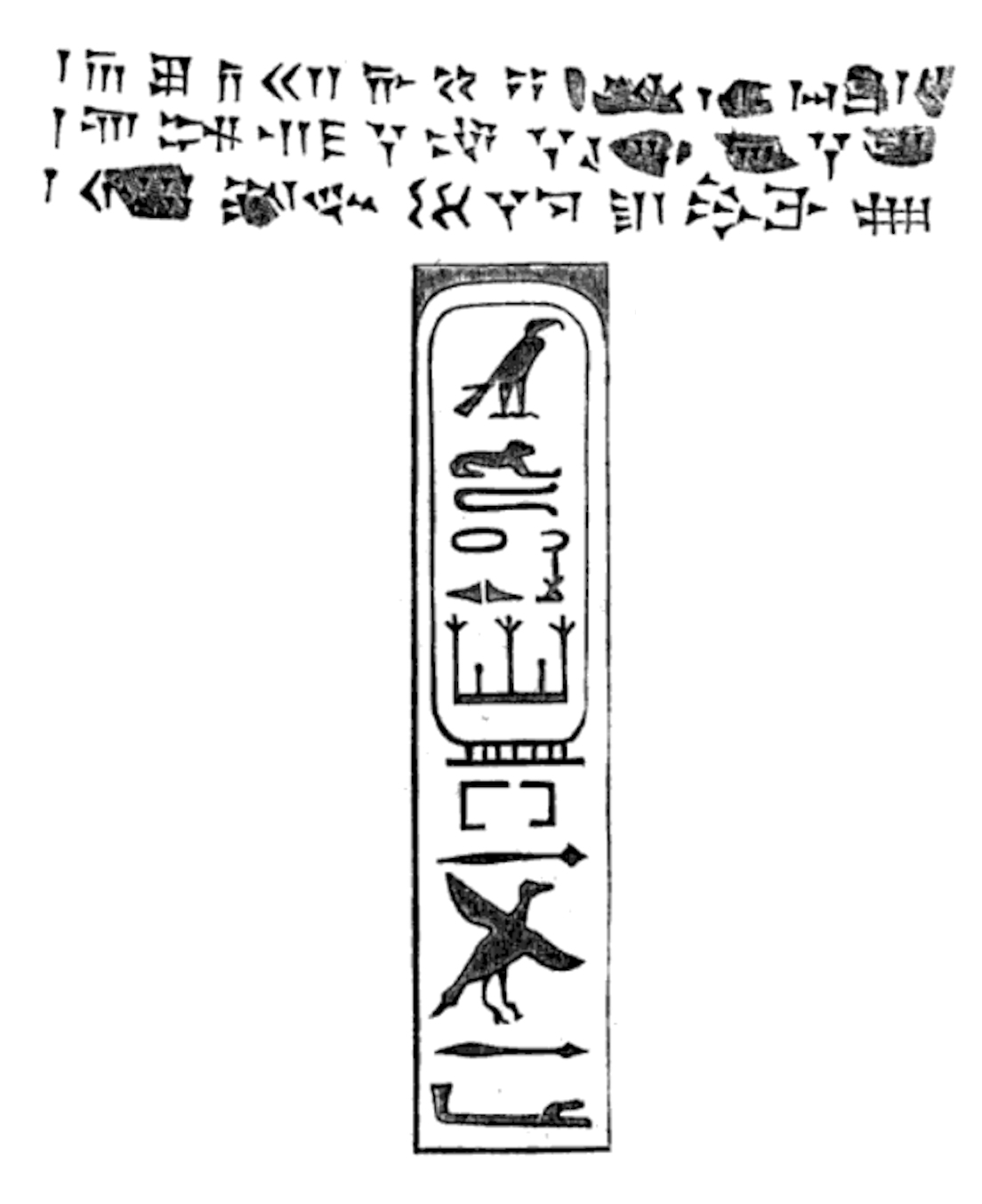
کتیبه چهارزبانه اردشیر اول بر روی گلدانی از سنگ مرمر مصری.